# Lucas Conejero de Molina

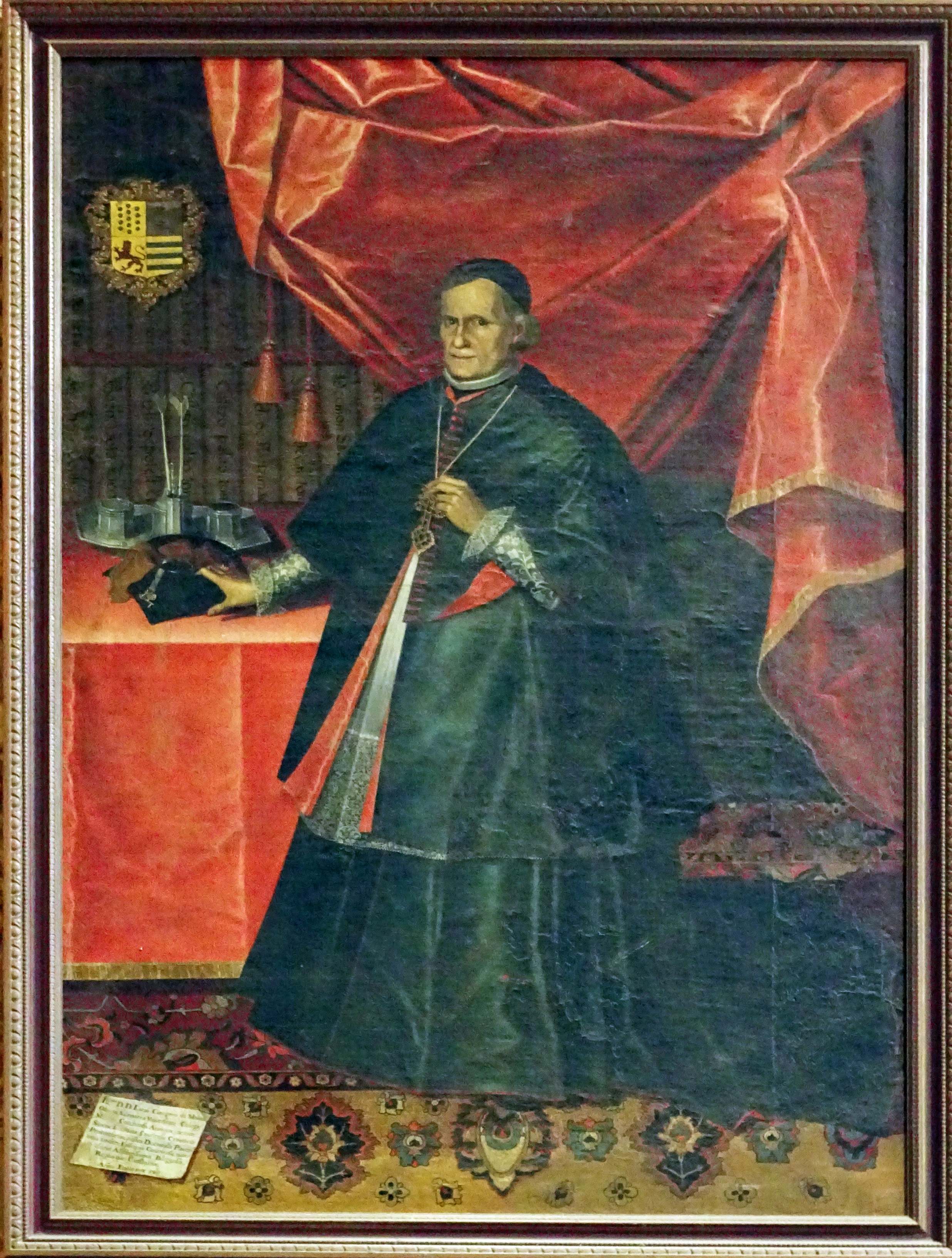
Retrato de Lucas Conejero de Molina en la parroquia de San Francisco de Santa Cruz de Tenerife

Lucas Conejero de Molina (Cáceres, 1664-Burgos, 1728) fue un eclesiástico español, obispo de Canarias y arzobispo de Burgos. 

## Biografía
Nació en 1664. Natural de Cáceres, fue abogado y comisario del Santo Oficio en Cáceres a finales del siglo XVII, penitenciario de la catedral de Coria, doctoral de la de Plasencia en 1704 y opositor a la de Toledo. Se le concedió el obispado de Canarias el 28 de mayo de 1714 y llegó al puerto de la Luz el 1 de julio de 1715. De dicha posición fue promovido en 1724 al arzobispado de Burgos, donde murió el 21 de marzo de 1728.